# Brueil-en-Vexin
Brueil-en-Vexin – miejscowość i gmina we Francji, w regionie Île-de-France, w departamencie Yvelines.
Według danych na rok 1990 gminę zamieszkiwało 460 osób, a gęstość zaludnienia wynosiła 63 osób/km² (wśród 1287 gmin regionu Île-de-France Brueil-en-Vexin plasuje się na 832. miejscu pod względem liczby ludności, natomiast pod względem powierzchni na miejscu 531.).